# Alpska liga 1995/96
Alpska liga 1995/96 je bila četrta sezona Alpske lige. Naslov prvaka je osvojil klub VEU Feldkirch, ki je v finalu premagal CE Wien. 

## Redni del

### Zahodna skupina
| Poz | Klub             | OT | TOČ | Z | N | P | DG | PG | GR  |
| --- | ---------------- | -- | --- | - | - | - | -- | -- | --- |
| 1   | VEU Feldkirch    | 8  | 12  | 6 | 0 | 2 | 78 | 25 | +53 |
| 2   | HC Varèse        | 8  | 12  | 6 | 0 | 2 | 38 | 25 | +13 |
| 3   | EHC Lustenau     | 8  | 8   | 4 | 0 | 4 | 40 | 31 | +9  |
| 4   | HC Milano Saima  | 8  | 8   | 4 | 0 | 4 | 44 | 39 | +5  |
| 5   | HC Milano Devils | 8  | 0   | 0 | 0 | 8 | 13 | 93 | -80 |

- Najboljši strelec:  Gerhard Puschnik (VEU Feldkirch), 14 točk.

### Centralna skupina
| Poz | Klub           | OT | TOČ | Z | N | P | DG | PG | GR  |
| --- | -------------- | -- | --- | - | - | - | -- | -- | --- |
| 1   | EC KAC         | 10 | 18  | 9 | 0 | 1 | 60 | 31 | +29 |
| 2   | Olimpija Hertz | 10 | 14  | 7 | 0 | 3 | 60 | 33 | +27 |
| 3   | EC VSV         | 10 | 14  | 7 | 0 | 3 | 60 | 34 | +26 |
| 4   | HC Bozen       | 10 | 8   | 4 | 0 | 6 | 41 | 48 | -7  |
| 5   | Asiago Hockey  | 10 | 4   | 2 | 0 | 8 | 26 | 61 | -35 |
| 6   | HC Alleghe     | 10 | 2   | 1 | 0 | 9 | 23 | 63 | -40 |

- Najboljši strelec:  Tomaž Vnuk (Olimpija Hertz), 19 točk.

### Vzhodna skupina
| Poz | Klub        | OT | TOČ | Z | N | P | DG | PG | GR  |
| --- | ----------- | -- | --- | - | - | - | -- | -- | --- |
| 1   | HK Jesenice | 10 | 14  | 7 | 0 | 3 | 41 | 33 | +8  |
| 2   | CE Wien     | 10 | 12  | 6 | 0 | 4 | 47 | 35 | +12 |
| 3   | HC Gardena  | 10 | 10  | 5 | 0 | 5 | 56 | 44 | +12 |
| 4   | SHC Fassa   | 10 | 10  | 5 | 0 | 5 | 37 | 47 | -10 |
| 5   | HK Bled     | 10 | 8   | 4 | 0 | 6 | 38 | 38 | 0   |
| 6   | SG Bruneck  | 10 | 6   | 3 | 0 | 7 | 26 | 48 | -22 |

- Najboljši strelec:  Roland Ramoser (HC Gardena), 14 točk.

## Končnica

### Četrtfinale
| 20. oktober 1995 | HC Varèse | 3:6 | CE Wien | Stadthalle, Celovec |

| Poročilo tekme | Poročilo tekme | Poročilo tekme | Poročilo tekme | Poročilo tekme |
| -------------- | -------------- | -------------- | -------------- | -------------- |
|                |                |                |                |                |

| 20. oktober 1995 | HK Jesenice | 2:4 | Olimpija Hertz | Stadthalle, Celovec |

| Poročilo tekme | Poročilo tekme | Poročilo tekme | Poročilo tekme | Poročilo tekme |
| -------------- | -------------- | -------------- | -------------- | -------------- |
|                |                |                |                |                |

### Polfinale
| 21. oktober 1995 | VEU Feldkirch | 5:3 | Olimpija Hertz | Stadthalle, Celovec |

| Poročilo tekme | Poročilo tekme | Poročilo tekme | Poročilo tekme | Poročilo tekme |
| -------------- | -------------- | -------------- | -------------- | -------------- |
|                |                |                |                |                |

| 21. oktober 1995 | EC KAC | 1:2 | CE Wien | Stadthalle, Celovec |

| Poročilo tekme | Poročilo tekme | Poročilo tekme | Poročilo tekme | Poročilo tekme |
| -------------- | -------------- | -------------- | -------------- | -------------- |
|                |                |                |                |                |

### Za tretje mesto
| 22. oktober 1995 | EC KAC | 0:2 | Olimpija Hertz | Stadthalle, Celovec |

| Poročilo tekme | Poročilo tekme | Poročilo tekme | Poročilo tekme | Poročilo tekme |
| -------------- | -------------- | -------------- | -------------- | -------------- |
|                |                |                |                |                |

### Finale
| 22. oktober 1995 | VEU Feldkirch | 4:0 | CE Wien | Stadthalle, Celovec |

| Poročilo tekme | Poročilo tekme | Poročilo tekme | Poročilo tekme | Poročilo tekme |
| -------------- | -------------- | -------------- | -------------- | -------------- |
|                |                |                |                |                |